# Judicaël (saint)
Pour les articles homonymes, voir Judicaël.
Judicaël (né vers 590 - mort le 16 ou 17 décembre 647/652) est un saint breton. Fils du roi Judhaël de Domnonée et de la reine Pritelle, il est roi des Bretons au VIIe siècle.

## Biographie

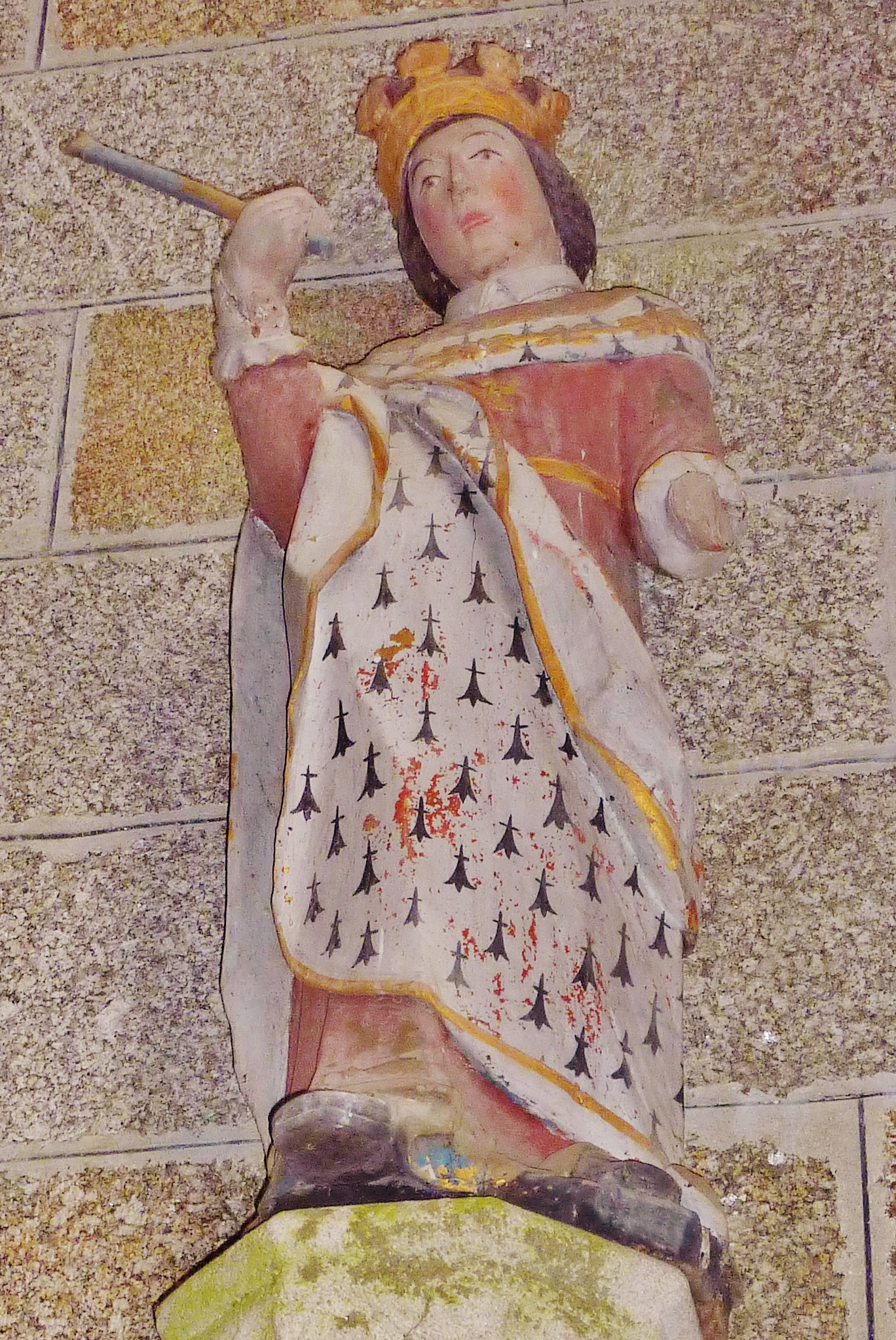
Kergrist-Moëlou : église paroissiale Notre-Dame, statue de saint Judicaël, roi de Bretagne.

Le château d’eau de Gaël en Ille-et-Vilaine, orné d’une fresque monumentale représentant le roi et saint Judicaël, réalisé par l’artiste peintre globe trotter Frédéric Gracia.

Il naît vers l'an 590. Fils aîné de Judaël ou Judhaël, roi de Domnonée et de la reine Prizel, fille d'Ausoch, comte du Léon. Il est l'aîné de quinze frères et de cinq sœurs dont plusieurs font partie de la longue liste des saints bretons comme Josse et saint Guinien (saint Guinian ou saint Vignen).
À la mort de Judaël vers 605, pourtant fils aîné et héritier, il préfère se retirer au monastère Saint-Jean de Gaël que saint Méen venait d'ériger à la suite de l'usurpation de l'un de ses puînés Haëloc poussé par son « gouverneur » (latin nutritius) nommé Rethwal.
La mort en 615 d'Haëloc, converti par Maclou en 610, lui permet d'occuper le trône. Judicaël quitte alors son monastère pour prendre la direction du royaume de Domnonée. Pendant vingt ans, il gouverne le royaume avec autorité et sagesse, après s'être marié à Morone vers 630.
Le Chronicon Briocense indique que Judicaël, avec l'appui de « son oncle » Budic de Cornouaille, mène de nombreuses guerres contre Dagobert, qu'il repousse à deux reprises.
L'évêque Ouen de Rouen dans sa vita d'Éloi de Noyon et le pseudo Frédégaire dans sa « Chronique » relatent qu'en 635/636 sous le règne de Dagobert Ier, les Bretons agressaient les frontières des Francs. Menacé de l'intervention de l'armée de Bourgogne qui venait de vaincre les Basques de la Soule, le roi Judicaël accepte de venir rencontrer le roi dans sa villa de Clichy. Judicaël échange des présents avec Dagobert reconnait sa suzeraineté et conclut la paix mais comme il était « un homme très religieux et avait une grande crainte de Dieu », effrayé par la licence qui règne à la cour royale, il refuse son hospitalité et préfère se rendre à la résidence du « référendaire » Dadon le futur saint Ouen qu'il savait « respectueux de la religion ». Ce dernier geste est cependant interprété par Julia M. H. Smith comme une défiance du souverain breton face à la demande de soumission formulée par Dagobert.
Vers 642, Judicaël se serait de nouveau retiré au monastère de Gaël, certains disent au monastère de Paimpont qu'il avait fondé. Il laisse le trône à son frère Judoc (ou Josse). Ce dernier ayant embrassé à son tour la vie monastique on ignore qui occupe le trône et son héritage semble avoir été partagé. Judicaël serait mort dans la nuit du dimanche 16 au 17 décembre 647/652. Il fut enseveli à côté de son maître saint Méen.

## Postérité
Ses héritiers naturels : Judoc son « frère » et Winoc (de façon chronologiquement plus vraisemblable, son fils ou neveu) s'étant eux aussi définitivement désistés du pouvoir pour se retirer dans des monastères, on ne sait pas qui prit ensuite la tête du royaume de Domnonée.
Dans un acte du Cartulaire de Redon de 869, une noble dame Roiantdreh, disposant d'un important patrimoine foncier, veuve et après la mort de son fils Ewen, adopte et institue comme héritier le roi Salomon de Bretagne. À la fin de l'acte elle détaille sa lignée paternelle sur huit générations: « Jedechael genuit Urbien, Urbien genuit Ubron, Urbon genuit Judon, Judon genuit Custentin, Custentin genuit Argant, Argant genuit Judwal, Judwal genuit Louenan, Louenan genuit Roiantdreh ». Certains historiens dont encore récemment Alan J. Raude estiment que du fait de la présence de noms issus de la famille des princes de Domnomée dans cette généalogie (Judon, Judwal, Urbien, Jedechael…), l'ancêtre de Roiantdreh est le roi Judicaël du début du VIIe siècle. Arthur de la Borderie doutait déjà, en son temps de cette identification, du fait de l'absence de mention du « double titre de roi et de saint » encore présent dans toutes les mémoires selon lui au IXe siècle, de Judicaël dans le document.
Dom Morice interprétant une vita du roi Judicaël rédigée au XIe siècle par le moine Ingomar dans laquelle ce dernier précise que « tous les princes qui ont régné en Bretagne depuis Judicaël étaient issus de ce roi » en fait un ancêtre d'un pseudo « Erispoë comte de Rennes et de la race des anciens rois de Bretagne » qu'il désigne comme le père de Nominoë.
Une statue de saint Judikael est présente dans la Vallée des Saints en Bretagne. C'est une œuvre du sculpteur Xavier Tanguy réalisée en 2020 dans du granit de Huelgoat. 

## Légende
Alain Bouchart en 1514 dans ses « Grandes Chroniques », complète la liste des « Rois de Bretagne » dont l'origine remonte à Geoffroi de Monmouth en y incluant dans la descendance de Conan Mériadec un 10e roi à qui il attribue le nom du roi historique de Domnonée : Judicaël. Ce personnage sera maintenu au XVIIIe siècle par Pierre-Hyacinthe Morice de Beaubois dans ses travaux.

## Sources
- Arthur de la Borderie, Histoire de Bretagne, Joseph Floch imprimeur-éditeur à Mayenne 1975, tome premier, p. 470-489.
- André Chédeville et Hubert Guillotel, La Bretagne des saints et des rois Ve – Xe siècle, Éditions Ouest-France, 1984, 423 p. (ISBN 2-85882-613-7), p. 67,68,75,82,123,135,142.
- Magnificat, no 277, décembre 2015, p. 255.

Pour les relations avec le roi Dagobert Ier et saint Éloi : 
- Chroniques des temps mérovingiens de Frédégaire (année 635) chez Brepols à Turnhout Belgium, 2001,  (ISBN 2-503-51151-1).